# العلاقات اليابانية الموريشيوسية
العلاقات اليابانية الموريشيوسية هي العلاقات الثنائية التي تجمع بين اليابان وموريشيوس.

## مقارنة بين البلدين
هذه مقارنة عامة ومرجعية للدولتين:
| وجه المقارنة                                              | اليابان         | موريشيوس                 |
| --------------------------------------------------------- | --------------- | ------------------------ |
| المساحة (كم2)                                             | 377.97 ألف      | 2.04 ألف                 |
| عدد السكان (نسمة)                                         | 126.79 مليون    | 1.26 مليون               |
| الكثافة السكانية (ن./كم²)                                 | 335.45          | 617.65                   |
| العاصمة                                                   | طوكيو           | بورت لويس                |
| اللغة الرسمية                                             | اللغة اليابانية | لغة إنجليزية، لغة فرنسية |
| العملة                                                    | ين ياباني       | روبي موريشي              |
| الناتج المحلي الإجمالي (بليون دولار)                      | 4.87 تريليون    | 13.34 مليار              |
| الناتج المحلي الإجمالي (تعادل القوة الشرائية) بليون دولار | 5.18 تريليون    | 25.36 مليار              |
| الناتج المحلي الإجمالي الاسمي للفرد دولار أمريكي          | 34.52 ألف       | 9.25 ألف                 |
| الناتج المحلي الإجمالي للفرد دولار أمريكي                 | 36.62 ألف       | 18.59 ألف                |
| مؤشر التنمية البشرية                                      | 0.903           | 0.777                    |
| رمز المكالمات الدولي                                      | +81             | +230                     |
| رمز الإنترنت                                              | .jp             | .mu                      |
| المنطقة الزمنية                                           | توقيت اليابان   | ت ع م+04:00              |

## منظمات دولية مشتركة
يشترك البلدان في عضوية مجموعة من المنظمات الدولية، منها:
| علم المنظمة | اسم المنظمة                               | تاريخ انضمام اليابان | تاريخ انضمام موريشيوس |
| ----------- | ----------------------------------------- | -------------------- | --------------------- |
|             | يونسكو                                    | 2 يوليو 1951         | 25 أكتوبر 1968        |
|             | الفريق المعني برصد الأرض                  | ?                    | ?                     |
|             | مؤسسة التمويل الدولية                     | 20 يوليو 1956        | 23 سبتمبر 1968        |
|             | المركز الدولي لتسوية المنازعات الاستشارية | 16 سبتمبر 1967       | 2 يوليو 1969          |
|             | منظمة حظر الأسلحة الكيميائية              | ?                    | ?                     |
|             | مؤسسة التنمية الدولية                     | 27 ديسمبر 1960       | 23 سبتمبر 1968        |
|             | منظمة التجارة العالمية                    | ?                    | ?                     |
|             | وكالة ضمان الاستثمار متعدد الأطراف        | 12 أبريل 1988        | 28 ديسمبر 1990        |
|             | الاتحاد البريدي العالمي                   | ?                    | ?                     |
|             | الاتحاد الدولي للاتصالات                  | 29 يناير 1879        | 30 أغسطس 1969         |
|             | منظمة الشرطة الجنائية الدولية             | ?                    | ?                     |
|             | الأمم المتحدة                             | 18 ديسمبر 1956       | 24 أبريل 1968         |
|             | البنك الدولي للإنشاء والتعمير             | 13 أغسطس 1952        | 23 سبتمبر 1968        |
|             | المنظمة الهيدروغرافية الدولية             | ?                    | ?                     |
|             | البنك الإفريقي للتنمية                    | ?                    | ?                     |

## وصلات خارجية
- موقع وزارة الخارجية اليابانية